# Virus lisogénico
Un virus lisogénico, también llamado virus moderado (temperate virus en inglés), es un virus atenuado, que después de infectar la célula, tiene un período de inactividad durante el cual el material genético del virus se incorpora al material genético de la célula huésped y se reduplica con ésta durante generaciones. Aquellos genes que permiten la síntesis de las proteínas virales pueden permanecer reprimidos indefinidamente. Cuando las condiciones cambian, por ejemplo por radiación ultravioleta o rayos X, los virus entran al ciclo lítico para reproducir nuevos virus hasta que la célula revienta. Incluso, este paso de virus moderado a lítico puede ser de manera espontánea. Los virus lisogénicos son más difíciles de controlar, porque tienen un período de latencia en que no se nota la infección. Un ejemplo de un virus lisogénico es el del VIH.
- Datos: Q6163848